# Paul Chantrel
Pour les articles homonymes, voir Chantrel.
Paul Chantrel, né le 14 novembre 1929 à Wissous en Seine-et-Oise, est un éditeur et écrivain français, sportif amateur de haut niveau. Il a occupé plusieurs postes au sein d'instances liées au cheval et à l'équitation.

## Biographie
Fils de Jean-Baptiste Augustin Chantrel, joueur de football au Red Star Olympique et dans l'équipe de France, ayant participé aux Jeux olympiques d'Amsterdam de 1928 et à la première Coupe du monde en 1930,) et de Louise Delblat son épouse, il est le petit-fils de Paul Chantrel, un homme de Lettres, éditeur des Annales catholiques et l'arrière-petit-fils de Joseph Chantrel, écrivain, journaliste et fondateur du quotidien Le Monde en 1861.
Paul Chantrel a suivi ses études secondaires au Collège Stanislas et au Lycée Henri-IV, puis supérieures à la Sorbonne.
Il a été marié deux fois. D'abord avec Michèle Schmite, puis avec Manuelle Viette de La Rivagerie. Il a quatre enfants et sept petits-enfants.
Responsable technique de l'hebdomadaire La Vie catholique illustrée, reporter à Paris-Match, puis directeur littéraire et ensuite directeur général de la librairie Plon et créateur de la collection de poche 10/18,,, il réalise en 1969, la première - et unique - coédition de presse entre la France et le bloc communiste, Elle/Ona. Paul Chantrel a été également critique de cinéma de l'hebdomadaire Elle en 1969 et 70, sous le pseudonyme de Paul Prunier.
Il est l'auteur, avec Jean-Claude Hallé, du roman Le Marginal (un tableau de la France contemporaine) publié aux éditions Julliard, et sous le pseudonyme de Jean Texel, du roman Parisgrad (uchronie sur la France devenue un état communiste) publié chez Robert Laffont. On lui doit aussi en 2015 de La Reprise des Ténèbres, publiée chez Pierre-Guillaume de Roux.
Représentant du Premier Ministre, Georges Pompidou, à l'Institut National d’Équitation, il est ensuite chargé de mission au cabinet du Premier Ministre Jacques Chaban-Delmas et Président de la commission interministérielle des activités équestres, et fait créer l'École nationale d'équitation de Saumur. Il a été nommé ensuite vice-président du Conseil Supérieur de l'Equitation, où il représentait le Premier Ministre.
Paul Chantrel a été  vice-champion de France de concours hippique (CSO) en 1957 et membre des équipes de France de concours hippique en 1957 et 1958 puis de 1966 à 1969.